# William Grindal
William Grindal († 1548) war ein englischer Gelehrter.

## Leben
Über Grundals Herkunft ist sehr wenig bekannt. Vermutet wird, das er aus Cumberland stammt, wo er auch den Bischof Edmund Grindal kennenlernte. Doch die Bekanntschaft ist nicht bewiesen. Beide studierten auf derselben Universität in Cambridge.
Er war ein Freund Roger Aschams. Im Juli 1544 wurde er von Heinrich VIII. verpflichtet, um dessen Tochter Elisabeth I. im Griechischen und Lateinischen zu unterweisen. Im Jahre 1548 starb er an der Pest.